# Italie Deux

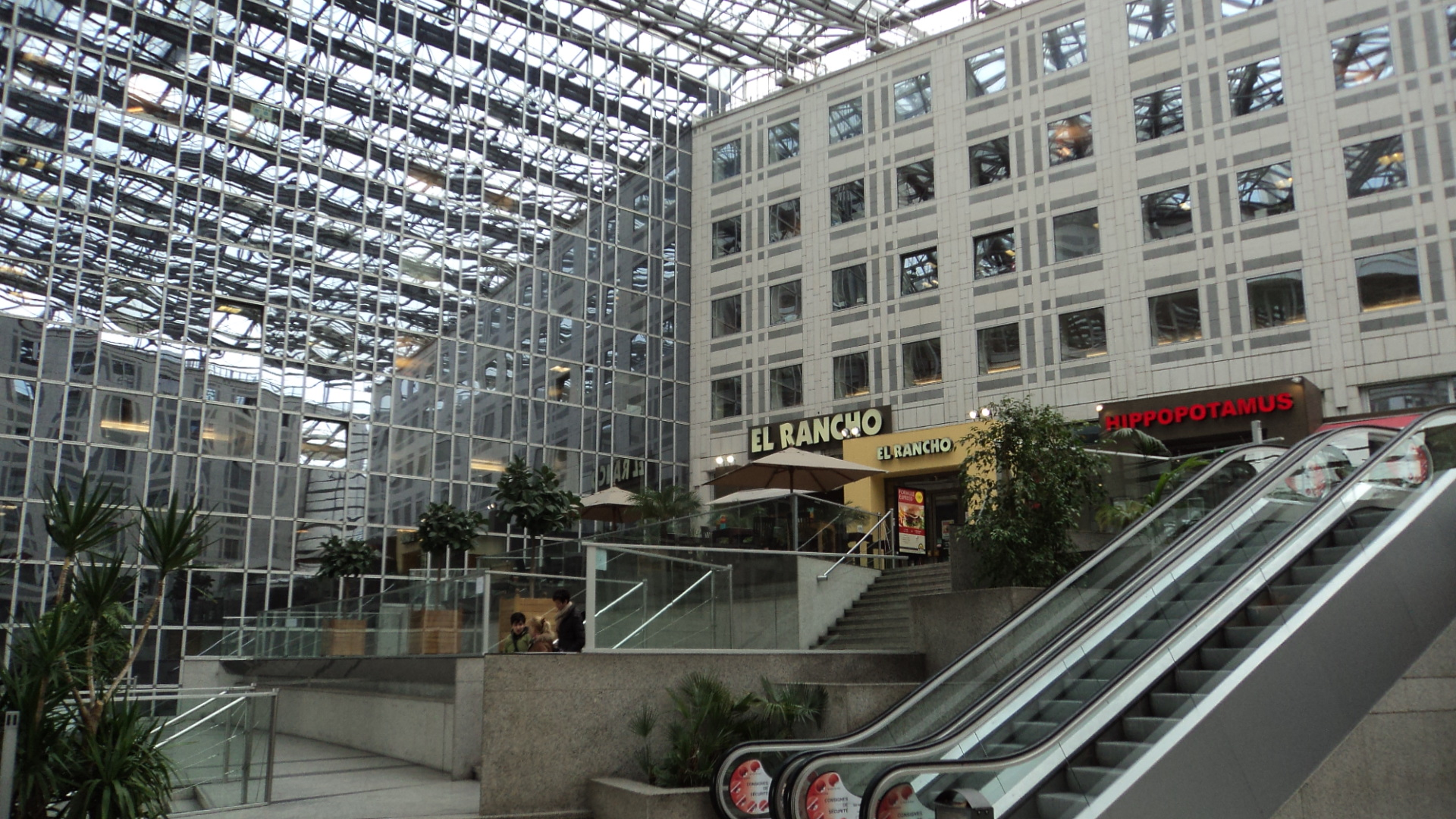
Intérieur du centre commercial Italie Deux, avant 2013.

Italie Deux, anciennement nommé Galaxie, est un centre commercial français, situé place d'Italie, dans le 13e arrondissement de Paris.

## Historique

### Débuts
Initialement, l'emplacement devait accueillir dans le cadre du programme Italie 13 la tour Apogée, de 180 mètres, déjà conçue par l'architecte et urbaniste Kenzō Tange. Mais l'idée d'un gratte-ciel semblable à la Tour Montparnasse est suspendue à la suite de la décision de Valéry Giscard d'Estaing d'interdire toute nouvelle tour dans la capitale. Après un procès contre l'État, le promoteur a conservé le permis de construire et a décidé avec la municipalité de bâtir un complexe immobilier moins ambitieux, autour d'un pôle voué à l'audiovisuel, porté par le plus grand écran de cinéma et l'une des plus grandes salles de cinéma de Paris, le Gaumont Grand Écran Italie. 
En 2006, la fermeture de ce cinéma suscite une vague de protestation de la part de la population et de plusieurs artistes. Fin 2015, le fonds de commerce et la gestion du lieu en salle de spectacles de 900 places sont confiés pour dix ans à la société de production de spectacles Juste pour rire de Gilbert Rozon, lequel, accusé peu avant l'ouverture en septembre 2017 d'agressions et harcèlement sexuels se retire, entrainant la fermeture du théâtre. Le Théâtre du 13e Art rouvre en novembre 2021 sous la direction d'Olivier Peyronnaud, soutenu et accompagné par le consortium d’acteurs du live, le Palais des Sports, et les sociétés de productions Caramba Culture Live, Visuel et Sphères Productions.

### Extension et rénovation
En 2013, le centre commercial est restauré et bénéficie d'un nouveau logo.

### Événements
Le 5 octobre 2019, le centre commercial est occupé par plusieurs centaines de manifestants. du mouvement écologiste Extinction Rebellion en lien avec des Gilets jaunes, Youth for Climate France, des mouvements queer, le collectif Justice pour Adama, Cerveaux non disponibles, Désobéissance écolo Paris, Radiaction, ainsi que la revue Terrestres. L'occupation de ce centre commercial est un prélude à une semaine d'actions internationales d'Extinction Rebellion. Cette occupation donne lieu à de nombreuses dégradations.

### Extension
Lauréat de « Réinventer Paris 1 », Italik est un projet de la foncière Hammerson, adjacent au centre commercial Italie Deux. Ouvert en 2021, il s'agit d'un espace de 6 400 m2 avec des activités commerciales, culturelles, de restauration et de loisirs, ouvert aux créateurs de commerces, ainsi qu'un jardin pédagogique et une crèche.
En décembre 2021, l’extension du centre accueille Iconik, un marché alimentaire de 400 m2 avec un bar, quatre kiosques de restauration et une terrasse intérieure et extérieure.

### Développement durable
En novembre 2021, Italie Deux renouvelle sa certification Breeam-in-Use et obtient la note Excellent, cette certification s'ancre dans la démarche RSE Net Positive initiée en 2017.

### Rachat par Ingka Centres
En juillet 2019, Hammerson, propriétaire d'Italie Deux, vend 75 % du capital du centre commercial à Axa Investment Managers - Real assets, pour 476 millions d'euros. En avril 2023, Ingka Centres (foncière du groupe Ikea), rachète la participation de Hammerson (25 %), les bureaux Apollo, ainsi que la totalité des parts de l'extension Italik, pour 164 millions d'euros. Un magasin Ikea de 6200 m2 ouvre dans le centre commercial en septembre 2024, remplaçant celui de La Madeleine.

## Caractéristiques actuelles
Situé au sein d'un triangle avenue d'Italie / rue Bobillot / rue Vandrezanne, il est installé dans l'immeuble Grand écran, construit par Kenzo Tange. La tour est surmontée d'une sculpture de Thierry Vidé, rappelant les tours de signalisation. Il réunit commerces, bureaux, parking, discothèque et appartements (tours Béryl, Rubis et Agate). Il s'agit du deuxième plus grand centre commercial de la capitale. 
Le centre propose, sur une surface de 56 600 m2, 130 boutiques dont un supermarché Carrefour, douze points de restauration et une salle de spectacle.

## Accès
Ce site est desservi par la station de métro Place d'Italie (lignes 5, 6 et 7) et par les lignes 27, 47, 57,  59, 61, 64, 67 et 83 du réseau de bus RATP.